# Вебер, Карл Юлиус
Карл Юлиус Вебер (нем. Karl Julius Weber; 16 апреля 1767 или 20 апреля 1767, Лангенбург — 19 июля 1832[…], Купферцелль) — немецкий историк.

## Биография
Изучал в Эрлангенском университете юридические и другие науки.
В 1802 году поступил на службу к владетельному князю Изенбургу и сопровождал молодого наследника княжества в его путешествии; но последний бежал от него в Бюденген и, когда Вебер вернулся снова к нему, делал ему всевозможные неприятности. Вебер принуждён был поэтому оставить изенбургскую службу и от огорчения заболел. С тех пор он жил в Ягстхаузене у своей сестры.
Как писатель, он впервые выступил с историей монашества «Möncherei» (3 т., Штутгарт, 1818—20), носящей на себе отпечаток оригинальности, но имеющей существенные недостатки как историческое сочинение; то же можно сказать и о сочинении «Das Ritterwesen» (Штутгарт, 1822—1824). Успехом пользовалась его книга «Deutschland, oder Briefe eines in Deutschland reisenden Deutschen» (Штутгарт, 1826—28; 4 изд., 1855) и исследование о Демокрите «Demokritus, oder hinterlassene Papiere eines lachenden Philosophen» (т. 1—5, Штутгарт, 1832—35; 8 изд., 12 том., 1854), оставшееся, впрочем, неоконченным. После его смерти было издано собрание его сочинений «Sämtliche Werke» (30 т., Штутгарт, 1834—1845).